# Vakans
Vakant är ett adjektiv (av latinets vacare, 'vara tom') med betydelsen 'ledig', 'obesatt', 'utan innehavare'. En vakant tjänst eller befattning kallas en vakans. Om en tjänst eller befattning tillfälligt inte ska tillsättas kan den 'vakanssättas'.
I svenska indelta arméns historia har de ständiga vakanserna spelat stor roll. De uppkom under frihetstiden genom visst antal rotars och rusthålls sättande på vakans (vakanta rotar). I stället för att uppsätta och underhålla soldat (och häst) erlade då rote- (och rust-) hållarna ett visst penningbelopp. De influtna medlen användes i huvudsak till avlöning för vissa befälsposter och för musiken.
I betydelsen ledig används ordet också till exempel om fastighetsbestånd; antalet vakanta lägenheter.